# Eduard Dallmann
Pour les articles homonymes, voir Dallmann.
Eduard Dallmann (11 mars 1830 à Blumenthal, près de Brême - 23 décembre 1896, ibid) était un chasseur de baleines et un explorateur allemand. On lui doit la découverte de différentes îles et terres antarctiques lors de son expédition de 1873-1874 à bord du Grönland ainsi que l'exploration de la côte nord de Nouvelle-Guinée.

## Biographie
Dallmann débuta à 15 ans comme jeune marin. En 1866, il devint capitaine du navire hawaiien W.C. Talbot, entreprenant des voyages de négoce au travers la mer de Béring et la mer des Tchouktches pour l'Alaska et la Tchoukotka. Il fut le premier Européen à poser le pied sur l'île Wrangel. De 1867 à 1870, il commanda le baleinier Comte Bismarck pour une chasse dans le Pacifique tropical, la mer d'Okhotsk, la mer de Béring et la mer des Tchouktches.
En 1872-1874, quand les baleines commencèrent à se faire rare dans les eaux arctiques, Dallmann fut choisi pour explorer les mers antarctiques à bord du vapeur Grönland. L'opération fut moyennement un succès du point de vue de la chasse à la baleine, cependant Dallmann fit d'importantes découvertes au tour de l'Antarctique lors de cette expédition, principalement le détroit de Bismarck (de) et la cartographie des îles Anvers, Brabant, Liège et du Wikhelm. Le 1er mars 1874, il érige à l'anse Potter dans l'île du Roi-George, une plaque métallique commémorant son passage : la réplique de cette plaque est classée comme monument historique de l'Antarctique.
Toujours sur le Grönland, il passa la saison 1875 de chasse à la baleine comme « expert » sur les zones de chasse du détroit de Davis et de la baie de Baffin dans l'Arctique canadien.
Entre 1877 et 1884, il dirigea pour le baron russe von Knoop, plusieurs tentatives annuelles pour transporter au travers des eaux arctiques russe des marchandises vers les régions du golfe de l'Ob et du golfe de l'Ienisseï afin de les échanger contre des céréales et d'autres marchandises transportées par barge sur ces grands fleuves sibériens. À cause de l'état des glaces en mer de Kara, quatre tentatives sur sept furent couronnées de succès. von Knop cessa cette difficile entreprise pour réduire ses pertes. Malgré ces échecs, Dallmann a eu la rare chance d'explorer les nombreuses îles de la mer de Kara et les rivages que peu d'Européens avaient vus avant lui.
Il quitta définitivement l'Arctique et devint capitaine du vapeur Samoa en 1884. Son navire transporta l'expédition scientifique d'Otto Finsch vers les côtes alors peu explorées du nord de la Nouvelle-Guinée.
Entre 1887 et 1893, il continua d'explorer la côte nord de la Nouvelle-Guinée pour le compte de la Compagnie allemande de Nouvelle-Guinée. De nombreuses îles et passages dans cette zone furent nommés par lui à cette époque.

## Nommés d'après lui
- Mont Dallmann, dans la chaine de Shcherbakov en Antarctique
- La station internationale Dallmann sur l'île du Roi-George, en Antarctique, nommée par l'institut Alfred Wegener
- Dallmann Harbour, en Papouasie-Nouvelle-Guinée